# WWE NXT Level Up
WWE NXT Level Up, também conhecido como NXT Level Up (estilizado como NXT LVL UP), é um programa de televisão americano de streaming de luta livre profissional. É produzido pela promoção americana de wrestling profissional WWE, apresentando artistas da divisão da marca NXT da promoção. Os episódios são carregados às sextas-feiras às 22h. Eastern Time (ET) no Peacock nos Estados Unidos e na WWE Network internacionalmente. O programa apresenta partidas gravadas antes ou depois do episódio anterior do NXT. O show estreou em 18 de fevereiro de 2022, em substituição ao 205 Live, e enfrenta AEW Rampage.

## História
Em outubro de 2019, a marca 205 Live da WWE fundiu-se sob a marca NXT com o programa de televisão de streaming 205 Live tornando-se um programa complementar do NXT. Em 15 de fevereiro de 2022, a WWE anunciou que o 205 Live seria substituído por um novo programa chamado NXT Level Up, que seria transmitido no antigo slot de sexta à noite do 205 Live às 22h, horário do leste dos Estados Unidos, no Peacock nos Estados Unidos e na WWE Network nos mercados internacional. O show estreou em 18 de fevereiro de 2022. Os comentaristas do show são Sudu Shah e Nigel McGuinness, e os locutores do ringue são Alicia Taylor e Kelly Kincaid. No evento principal do episódio inaugural, Edris Enofé derrotou Kushida.

## Histórico de transmissão
| Canal               | Horário            | Anos                               |
| ------------------- | ------------------ | ---------------------------------- |
| Peacock/WWE Network | Sexta-feira 10h ET | 18 de fevereiro de 2022 – presente |

## Personalidades no ar

### Comentaristas
| Comentaristas                           | Data de início          | Data de término     |
| --------------------------------------- | ----------------------- | ------------------- |
| Sudu Shah e Nigel McGuinness            | 18 de fevereiro de 2022 | presente            |
| Sudu Shah e Matt Camp                   | 22 de abril de 2022     | 22 de abril de 2022 |
| Sudu Shah, Nigel McGuinness e Matt Camp | 15 de julho de 2022     | 15 de julho de 2022 |
| Sudu Shah, Nigel McGuinness e Matt Camp | 26 de agosto de 2022    |                     |
| Sudu Shah, Nigel McGuinness e Matt Camp | 23 de setembro de 2022  |                     |

### Anunciadores de ringue
| Anunciadores de ringue        | Data de início          | Data de término |
| ----------------------------- | ----------------------- | --------------- |
| Alicia Taylor e Kelly Kincaid | 18 de fevereiro de 2022 | presente        |